# NGC 1501
NGC 1501是一個複雜的行星狀星雲，威廉·赫歇爾於1787年8月27日在鹿豹座這個星座內發現它。它也被稱為牡蠣星雲。

## 性質
行星狀星雲的中心恆星的光譜類型為[WC4]，類似於富含碳的沃夫–瑞葉星。它是一顆脈動的恆星，這意味著它的亮度有規律地和週期性地變化。就NGC 1501的前身恆星而言，這是非常快的，恆星的亮度在短短半小時內發生了顯著變化。分析蓋亞的數據表明，中央恆星是一個聯星系統。可見光觀測捕捉到包括氫氣和氮氣在內的氣體輝光。星雲的總質量估計約為0.22 M☉，其中大部分是電離氣體（0.21 M☉）和一小部分（8.9×10−4 M☉）是富含碳的灰塵。

## 圖集

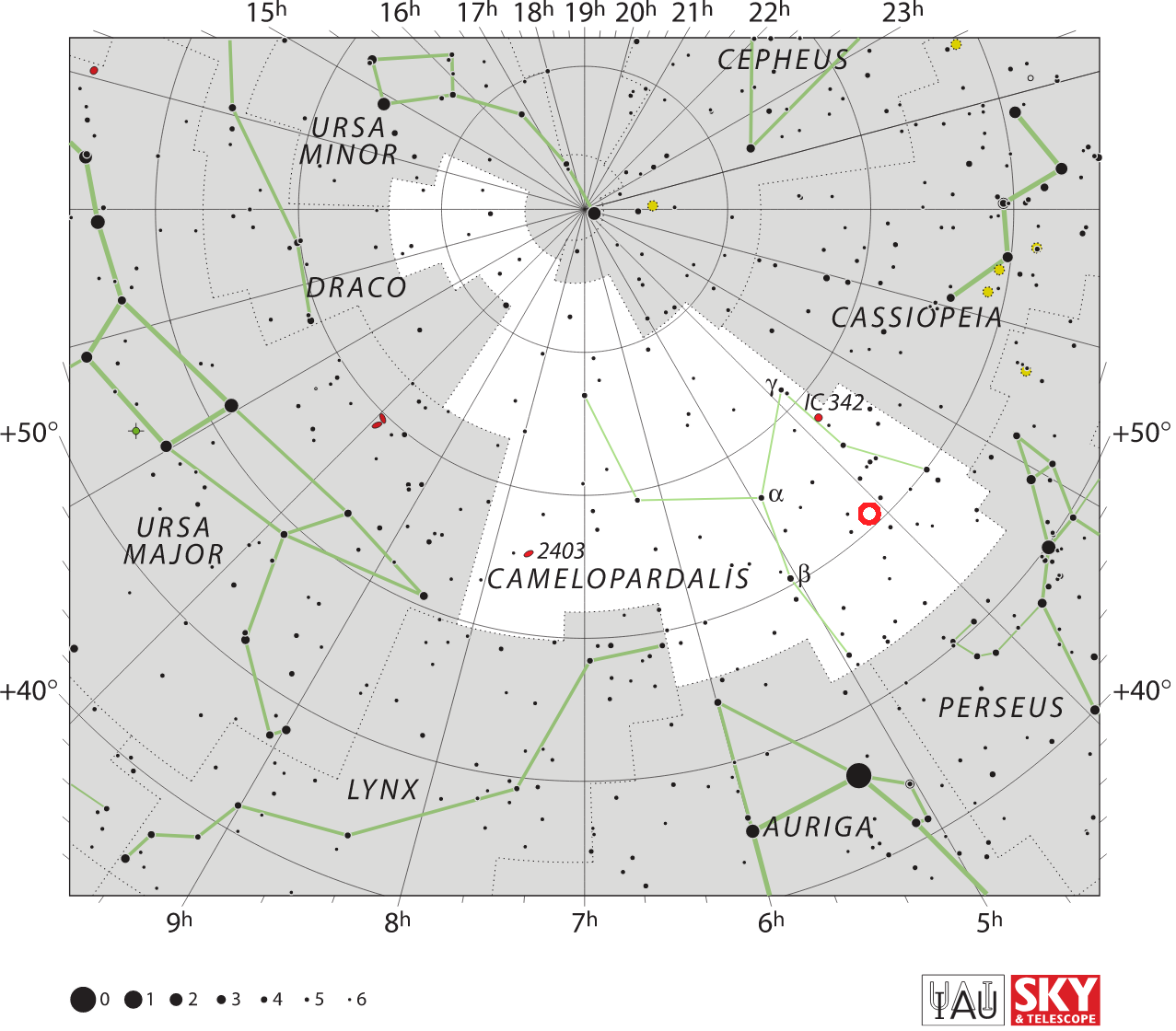
NGC 1501的位置（用紅圈標出）
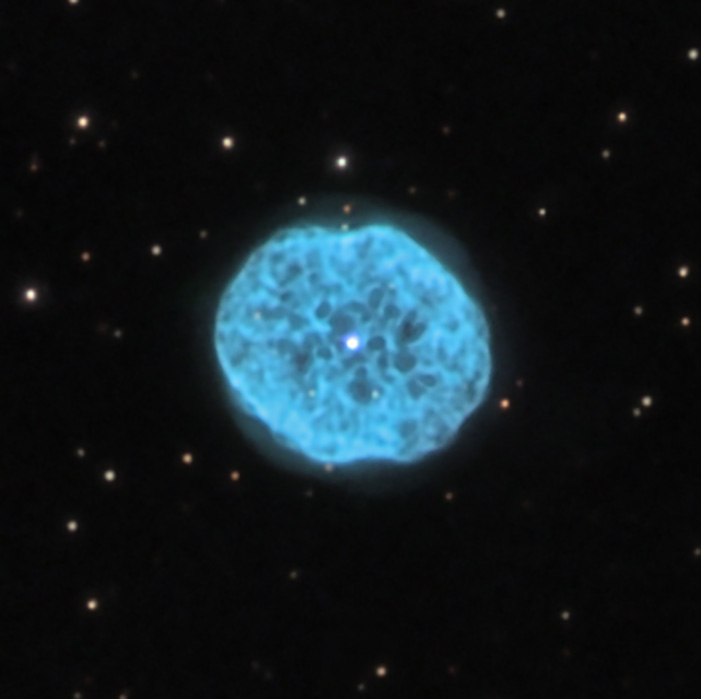
使用萊蒙山天空中心的0.8m舒爾曼望遠鏡拍攝的NGC 1501

## 外部連結
- 维基共享资源上的相關多媒體資源：NGC 1501
- http://www.astronomy-mall.com/Adventures.In.Deep.Space/abellcat%5B%5D
- http://www.observing.skyhound.com/archives/dec/NGC_1501%5B%5D